# Collin Walcott
Collin Walcott (* 24. Februar 1945 in New York City, New York; † 8. November 1984 nahe Magdeburg, DDR) war ein US-amerikanischer Perkussionist und Sitarspieler. Er war einer der Pioniere des Ethno-Jazz.

## Leben
Walcott studierte (außereuropäische) Musik an der Indiana University in Bloomington, Indiana, und der University of California, Los Angeles. Ferner lernte er Sitar bei Ravi Shankar und setzte sie im Kontext von Jazz und improvisierter Musik ein. Tabla studierte er bei Alla Rakha.
Zwischen 1967 und 1969 gehörte er zur Gruppe von Tony Scott und arbeitete auch mit Tim Hardin. 1970 wurde er Mitglied des Paul Winter Consort. Gemeinsam mit seinen dortigen Kollegen Ralph Towner, Paul McCandless sowie dem Bassisten Glen Moore gründete er 1971 die Gruppe Oregon. Daneben arbeitete er im Ensemble der Komponistin Meredith Monk. Später gründete er gemeinsam mit Don Cherry und Naná Vasconcelos die Gruppe Codona, in der er eine frühe Synthese von indischer, afrikanischer und lateinamerikanischer Musik auf der Basis des Jazz entwickelte. Aufgrund seiner sensiblen Perkussionsarbeit, vor allem auf den Tablas, und seines Sitarspiels war er auch als Studiomusiker vielgefragt (z. B. von Richie Havens, Miles Davis, U2, Larry Coryell, David Darling oder Jim Pepper).
Walcott starb bei einem Unfall auf einer ostdeutschen Autobahn während einer Tournee mit Oregon.

## Diskografische Hinweise
- Cloud Dance CD (1976) ECM
- Grazing Dreams CD (1977) ECM
- CODONA LP (1979) ECM
- Works (compilation) CD (1994) ECM

## Lexigraphische Einträge
- Ian Carr, Digby Fairweather, Brian Priestley: Rough Guide Jazz. Der ultimative Führer zur Jazzmusik. 1700 Künstler und Bands von den Anfängen bis heute. Metzler, Stuttgart/Weimar 1999, ISBN 3-476-01584-X.
- Leonard Feather, Ira Gitler: The Biographical Encyclopedia of Jazz. Oxford University Press, New York 1999, ISBN 0-19-532000-X.
- Wolf Kampmann (Hrsg.), unter Mitarbeit von Ekkehard Jost: Reclams Jazzlexikon. Reclam, Stuttgart 2003, ISBN 3-15-010528-5.